# Чернетешть (Долж)
Чернетешть, Чернетешті (рум. Cernătești) — село у повіті Долж в Румунії. Входить до складу комуни Чернетешть.
Село розташоване на відстані 211 км на захід від Бухареста, 33 км на північний захід від Крайови.

## Населення
За даними перепису населення 2002 року у селі проживали 665 осіб, усі — румуни. Усі жителі села рідною мовою назвали румунську.